# Pays Barrois
Pour les articles homonymes, voir Barrois (homonymie).
Le Pays Barrois est un Pôle d'équilibre territorial et rural situé dans le département de la Meuse, en région Grand-Est, plus précisément dans la région historique et culturelle de Lorraine.
Composée de six communautés de communes et de 100 communes, ses limites territoriales se confondent avec celles de la micro-région naturelle du Barrois. Elles ne correspondent cependant pas à celles de l'ancien duché de Bar.

## Historique
En 1991, l'Association pour le Développement de la Vallée de l'Ornain et de la Saulx (ADVOS) est créée. Elle est transformée quelques années plus tard en Pays d'Accueil des Vallées de l'Ornain et de la Saulx.
En 2000, trois intercommunalités se rassemblent pour former le Contrat de Ville du Pays Barrois : la Communauté de communes de Bar-le-Duc, la Communauté de communes du Pays de Revigny-sur-Ornain et la Communauté de communes du Centre Ornain.
Le périmètre du Pays Barrois s’élargit avec l'adhésion d'autres communautés de communes : Communauté de communes du Val d'Ornois, Communauté de communes de la Saulx et du Perthois, Communauté de communes de la Haute Saulx.
En 2005, la structure devient le Syndicat mixte du Pays Barrois.
En 2006, la Communauté de communes de Triaucourt Vaubecourt adhère au syndicat.
Le 1er janvier 2015, le Syndicat mixte du Pays Barrois devient le Pôle d'Équilibre Territorial et Rural (PETR) du Pays Barrois selon la Loi MAPTAM de 2014.

## Composition
Le pays est composé de trois EPCI, regroupant 100 communes et 58 472 habitants en 2024 sur une superficie de 1 340 km2.
- Communauté d'agglomération Bar-le-Duc Sud Meuse
- Communauté de communes du Pays de Revigny-sur-Ornain
- Communauté de communes des Portes de Meuse

## Administration
En 2024, le comité syndical est composé de 22 délégués appartenant aux conseils des intercommunalités membres. Le bureau est composé du président, de 5 vice-présidents, et des trois présidents et/ou représentants des intercommunalités membres.
| Période                                  | Période  | Identité       | Étiquette | Qualité            |
| ---------------------------------------- | -------- | -------------- | --------- | ------------------ |
| Les données manquantes sont à compléter. |          |                |           |                    |
| 2020                                     | En cours | Benoit Hacquin |           | Maire de Chardogne |

## Missions
En février 2004, la structure se dote d'un Conseil de développement qui recentre ses actions sur trois thématiques majeures du développement durable : Environnement et Cadre de Vie ; Économie et Tourisme ; Vie Sociale, Solidarité et Culture.
De 2007 à 2013, le Pays Barrois a bénéficié du programme LEADER PAC, une initiative de l'Union européenne visant à favoriser le développement des territoires ruraux. Le territoire a disposé d'une somme de 1 596 500 € pour financer ses divers projets.
En janvier 2013, le comité syndical lance le projet d'élaboration du Schéma de cohérence territoriale (SCOT). Le projet est arrêté en janvier 2014 pour le soumettre aux autorités. Il est finalement approuvé le 19 décembre 2014.

## Démographie
| 1982   | 1999   | 2011   |
| ------ | ------ | ------ |
| 73 000 | 68 900 | 65 573 |